# Same Old Tunes
Same Old Tunes (początkowo nazwane Tiny Tunes) – pierwszy album muzyczny szwedzkiego zespołu punkrockowego Millencolin. Wydany został początkowo w 1994 i następnie 22 września 1998 (po zmianie nazwy na Same Old Tunes) w Stanach Zjednoczonych na płytach CD.
Kłopoty z wydawaniem płyty były spowodowanie problemami związanymi z prawami autorskimi. Warner Bros. zażądało od zespołu zmiany nazwy utworu i okładki płyty z powodu jego ogromnego podobieństwa do serialu animowanego Tiny Toons. Ponieważ w samych utworach nie zostały wykonane żadne zmiany, nazwę zmieniono na Same Old Tunes (tłum. Te same, stare dźwięki). Podobna sytuacja miała miejsce z firmą Walt Disney, która nakazała zmianę nazwy utworu "Disney Time". Nazwa zmieniona została na "Diznee Time". Dodatkowo grupa stworzyła t-shirt promujący utwór "Chiquita Chaser" z logiem imitującym banany Chiquita. Grupa musiała zaprzestać produkcji koszulek pod groźbą sprawy sądowej.

## Lista utworów
1. "Mr. Clean"
2. "Chiquita Chaser"
3. "Diznee Time"
4. "Domestic Subway"
5. "Fazil's Friend"
6. "Leona"
7. "House of Blend"
8. "Da Strike"
9. "Mystic Reptile"
10. "Dance Craze"
11. "The Einstein Crew"
12. "Take It or Leave It"